# 샤를로텐부르크빌머스도르프구
샤를로텐부르크빌머스도르프구(Charlottenburg-Wilmersdorf)는 독일 베를린의 네 번째 자치구이다. 2001년 베를린 행정 구역 개편으로 과거의 샤를로텐부르크구와 빌머스도르프구가 합쳐져서 형성되었다. 베를린에서 도시화가 많이 이루어진 지역이자 발달된 사회 구조를 가지고 있다. 또한 베를린에서 매출액이 가장 많은 상업의 중심지이기도 하다.
구에 있는 베를린 공과대학교는 독일에서 가장 큰 공과대학교에 속한다. 쿠르퓌르스텐담 거리에는 유럽 영화상을 시상하는 유럽 영화 아카데미가 있다.

## 역사
과거의 리첸부르크(Lietzenburg, 과거 이름: Lietzow) 지역에 조피 샤를로테 공녀의 이름을 딴 샤를로텐부르크성이 지어졌고 1705년 독립시 샤를로텐부르크가 설립되었다. 1920년 베를린 대확장 이전까지 샤를로텐부르크는 프로이센 왕국의 가장 부유한 도시였다.
과거의 빌머스도르프구와 현재의 빌머스도르프동은 1220년에 설립되었다. 18세기 중반 베를린 시민들이 당시의 도이치빌머스도르프(Deutsch-Wilmersdorf)에 농지 및 가옥을 구입하여 진출하고 여름 별장을 건설하면서 발전했다. 1907년 4월 1일 텔토군에서 독립하여 독립시가 되었다. 1912년에는 베를린빌머스도르프(Berlin-Wilmersdorf)로 이름을 바꾸었으며, 1920년 10월 1일 베를린에 편입되었다.
현재의 샤를로텐부르크빌머스도르프구는 2001년 1월 1일 과거 서베를린의 샤를로텐부르크구와 빌머스도르프구가 합쳐져서 생겼다. 현재 동의 구조는 2004년에 완성되었다.

## 지리
쿠르퓌르스텐담 일대는 시티 웨스트(City West)라고도 불리며 베를린의 양대 도심 중 하나이다. 베를린 공과대학교, 베를린 예술대학교, 도이체 오퍼 베를린, 올림피아슈타디온 베를린, 메세 베를린 등의 시설이 있다.

### 주거지
빌머스도르프, 샤를로텐부르크, 할렌제동은 인구 밀도가 높으며, 그루네발트동은 베를린에서 가장 인구가 적은 동이다. 그루네발트동에는 전체 구 인구 중 3%만 거주하지만 전체 면적의 3분의 1을 차지하며, 이 중 약 85%는 사람이 살지 않는 그루네발트 숲과 수면이다. 구 인구 중 3분의 2는 샤를로텐부르크 및 빌머스도르프동에 거주한다. 할렌제동은 한자피어텔동(Hansaviertel)에 이어서 베를린에서 면적이 두 번째로 작은 동이지만, 그루네발트동은 베를린에서 가장 넓은 동이다.

### 동

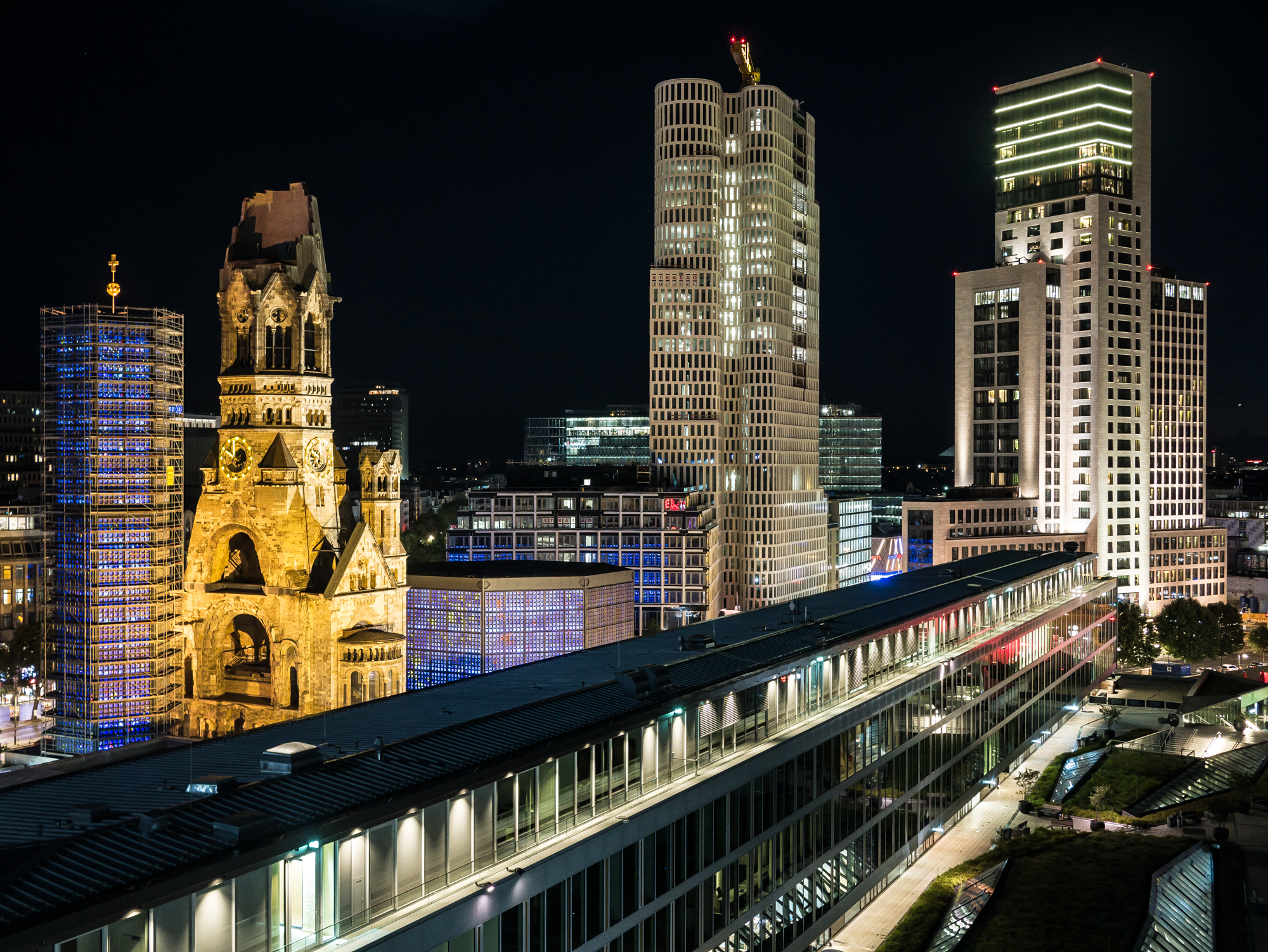
브라이트샤이트광장 및 카이저 빌헬름 기념 교회

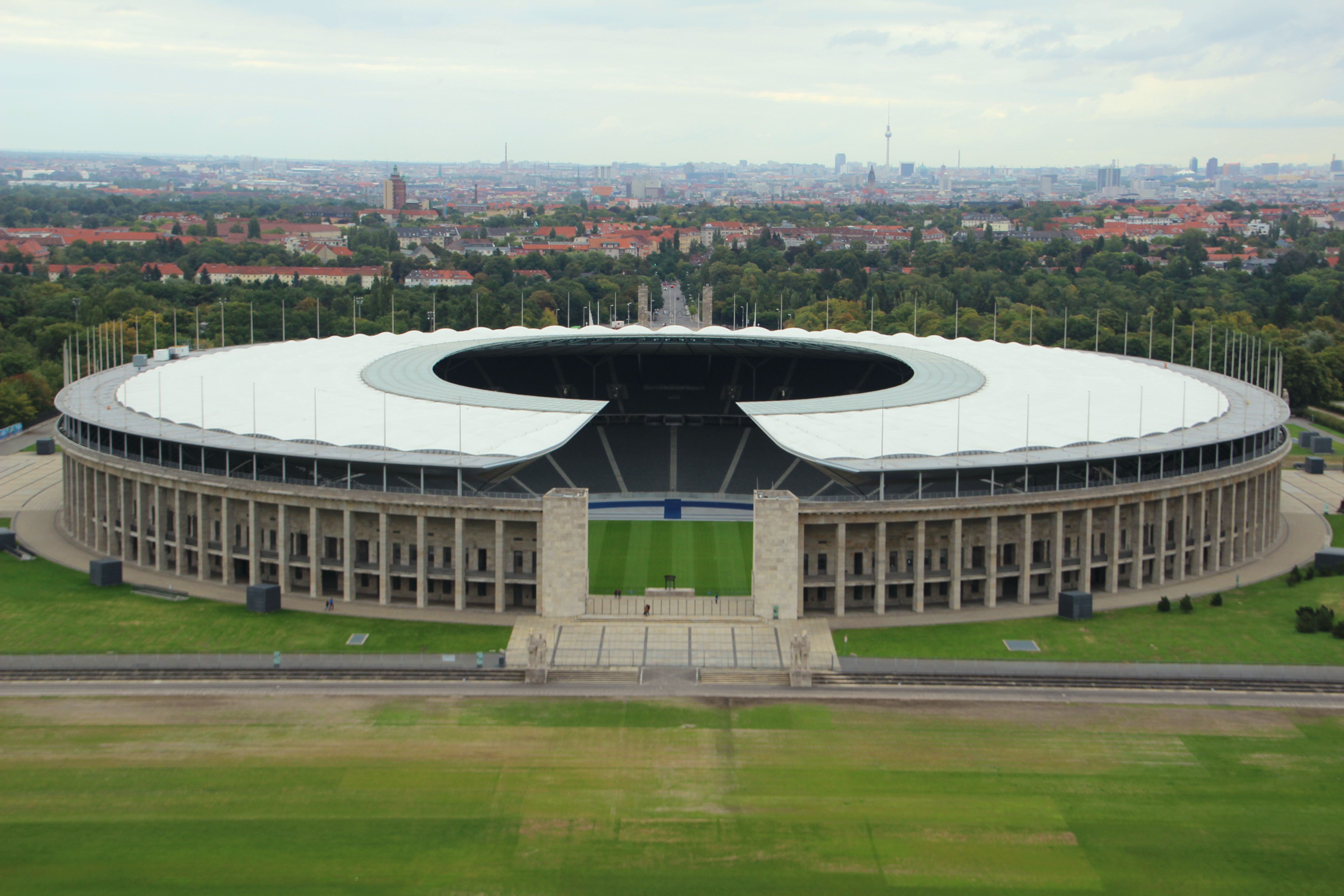
베스트엔트(Westend)에 있는 올림피아슈타디온 베를린

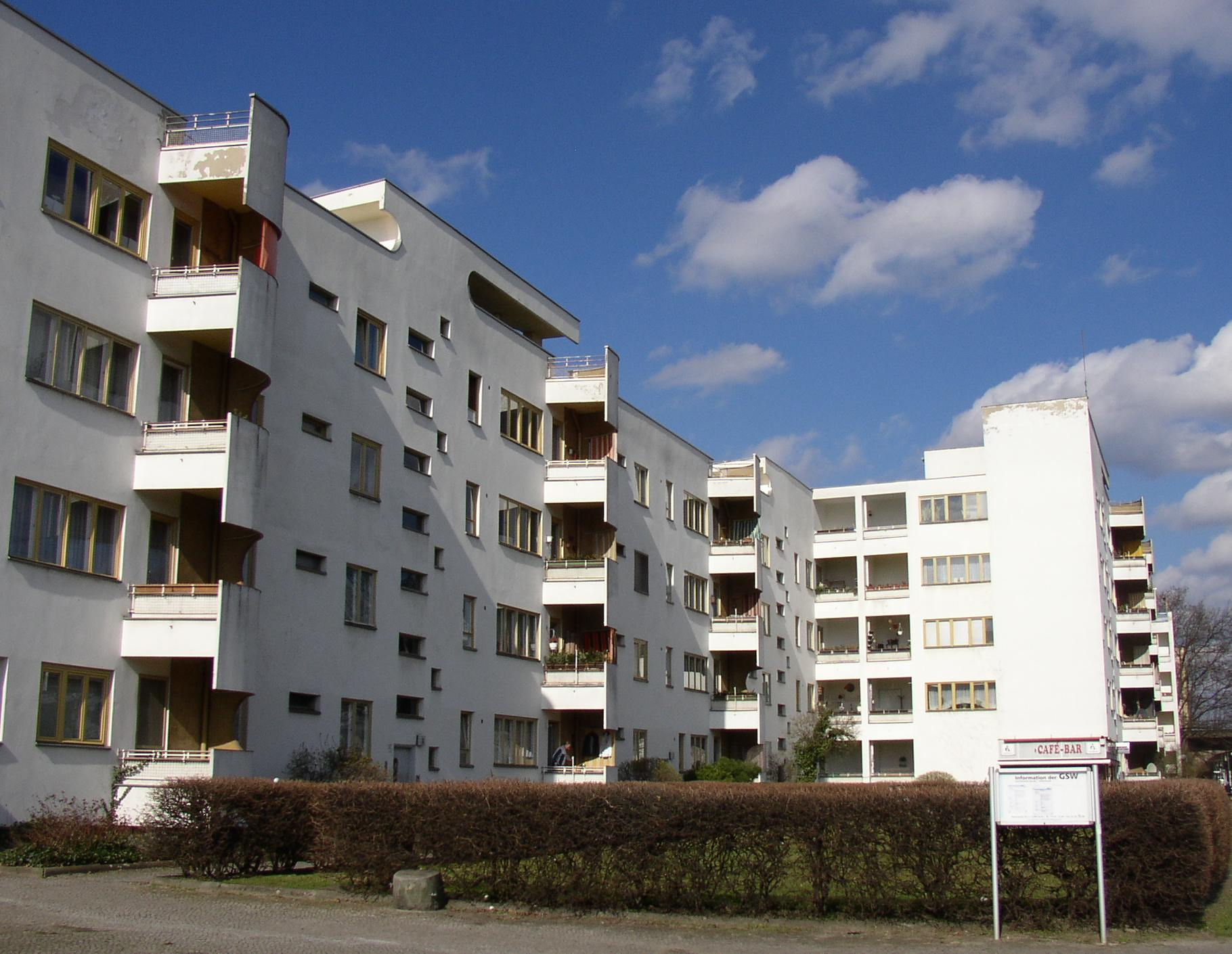
샤를로텐부르크노르트의 주거 지구

샤를로텐부르크빌머스도르프구는 7개 동으로 구성되어 있다.
| 동 | 면적 (km2) | 인구 2019년 12월 31일 | 인구 밀도 (명/km2) | 지도 |
| --- | ---------- | --------------------- | ------------------ | ---- |
| 0401 샤를로텐부르크(Charlottenburg) - 샤를로텐부르크 구시가(Altstadt Charlottenburg) - 비츨레벤(Witzleben) - 클라우제너플라츠(Klausenerplatz) - 칼로스베르더(Kalowswerder) - 리초(Lietzow) - 제3선거구 - 제4선거구                                 | 10.60      | 130,663               | 12,327             |      |
| 0402 빌머스도르프(Wilmersdorf) - 귄첼키츠(Güntzelkiez) - 라인가우피어텔(Rheingauviertel) - 퀸스틀러콜로니(Künstlerkolonie) - 제6선거구 - 제7선거구                                                                                                 | 7.16       | 102,619               | 14,332             |      |
| 0403 슈마르겐도르프(Schmargendorf) - 제7선거구 | 3.59       | 22,205                | 6,185              |      |
| 0404 그루네발트(Grunewald) - 제5선거구 | 22.30      | 10,999                | 493                |      |
| 0405 베스트엔트(Westend) - 필렌콜로니 베스트엔트(Villenkolonie Westend) - 노이베스트엔트(Neu-Westend) - 피헬스베르크(Pichelsberg) - 룰레벤(Ruhleben) - 지들룽 아이히캄프(Siedlung Eichkamp) - 지들룽 헤어슈트라세(Siedlung Heerstraße) - 제2선거구 | 13.50      | 41,882                | 3,102              |      |
| 0406 샤를로텐부르크노르트(Charlottenburg-Nord) - 융페른하이데(Jungfernheide) - 파울헤르츠지들룽(Paul-Hertz-Siedlung) - 플뢰첸제(Plötzensee) - 그로스지들룽 지멘스슈타트(Großsiedlung Siemensstadt) - 제1선거구                                     | 6.20       | 19,597                | 3,161              |      |
| 0407 할렌제(Halensee) - 제5선거구 | 1.27       | 15,627                | 12,305             |      |

#### 샤를로텐부르크

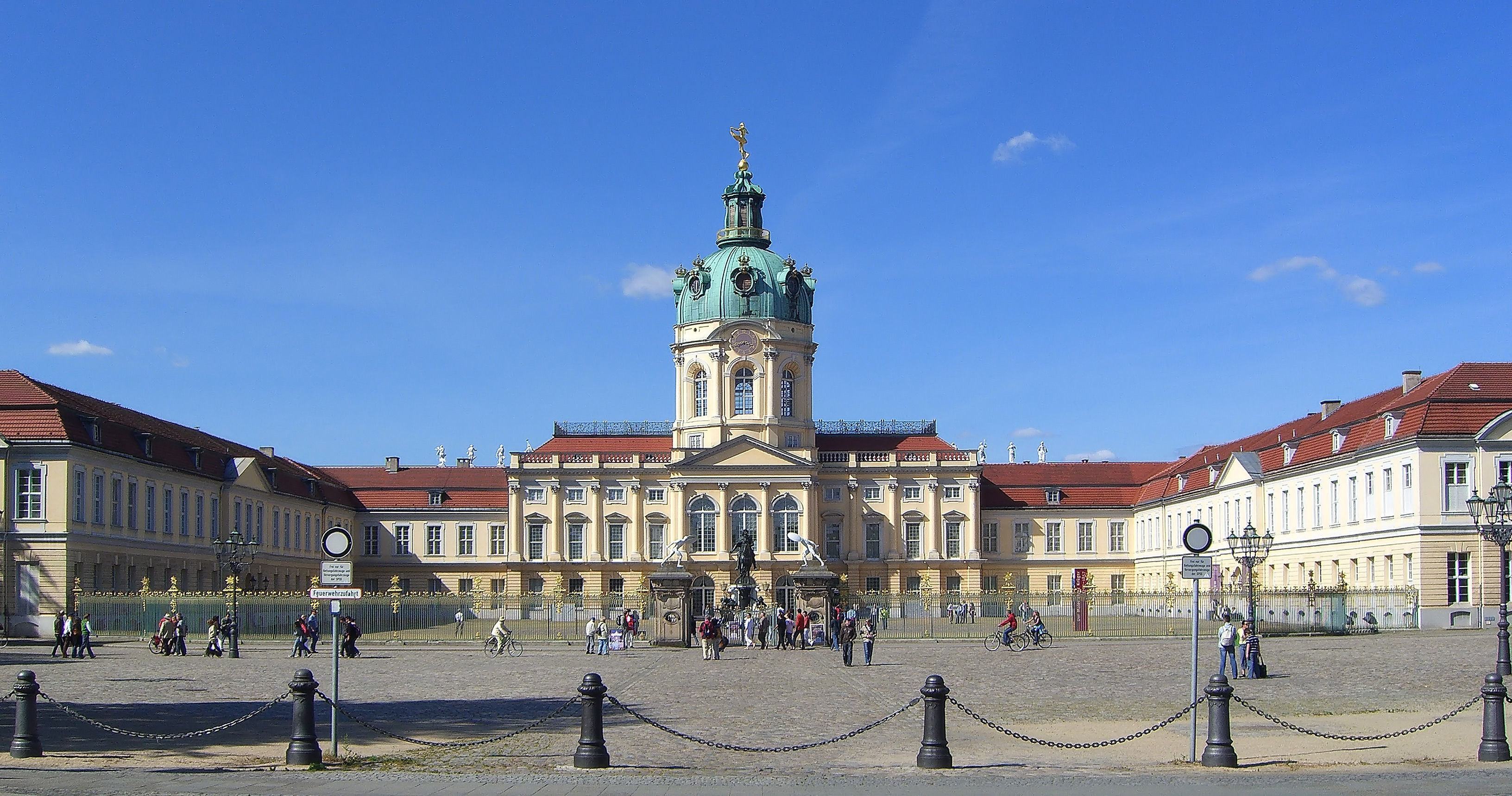
샤를로텐부르크성

샤를로텐부르크동은 샤를로텐부르크 구시가와 샤를로텐부르크성 및 시티 웨스트 지역을 포함한다. 시티 웨스트 지역은 과거 초피어텔(Zooviertel)로 불렸으며 양차 대전 전간기에 Neuer Westen으로도 불렸다. 베를린 동물원역 근처에서 시작하는 쿠르퓌르스텐담 거리는 베를린 서부의 부도심으로 기능한다.
제2차 세계 대전 중 큰 피해를 입었으며, 카이저 빌헬름 기념 교회는 전쟁에 의해서 파괴된 모습을 유적으로 보존하고 있다. 전쟁의 피해를 적게 입은 샤를로텐부르크의 북부와 서부는 전쟁 이전의 모습을 상대적으로 잘 보존하고 있다.

#### 샤를로텐부르크노르트

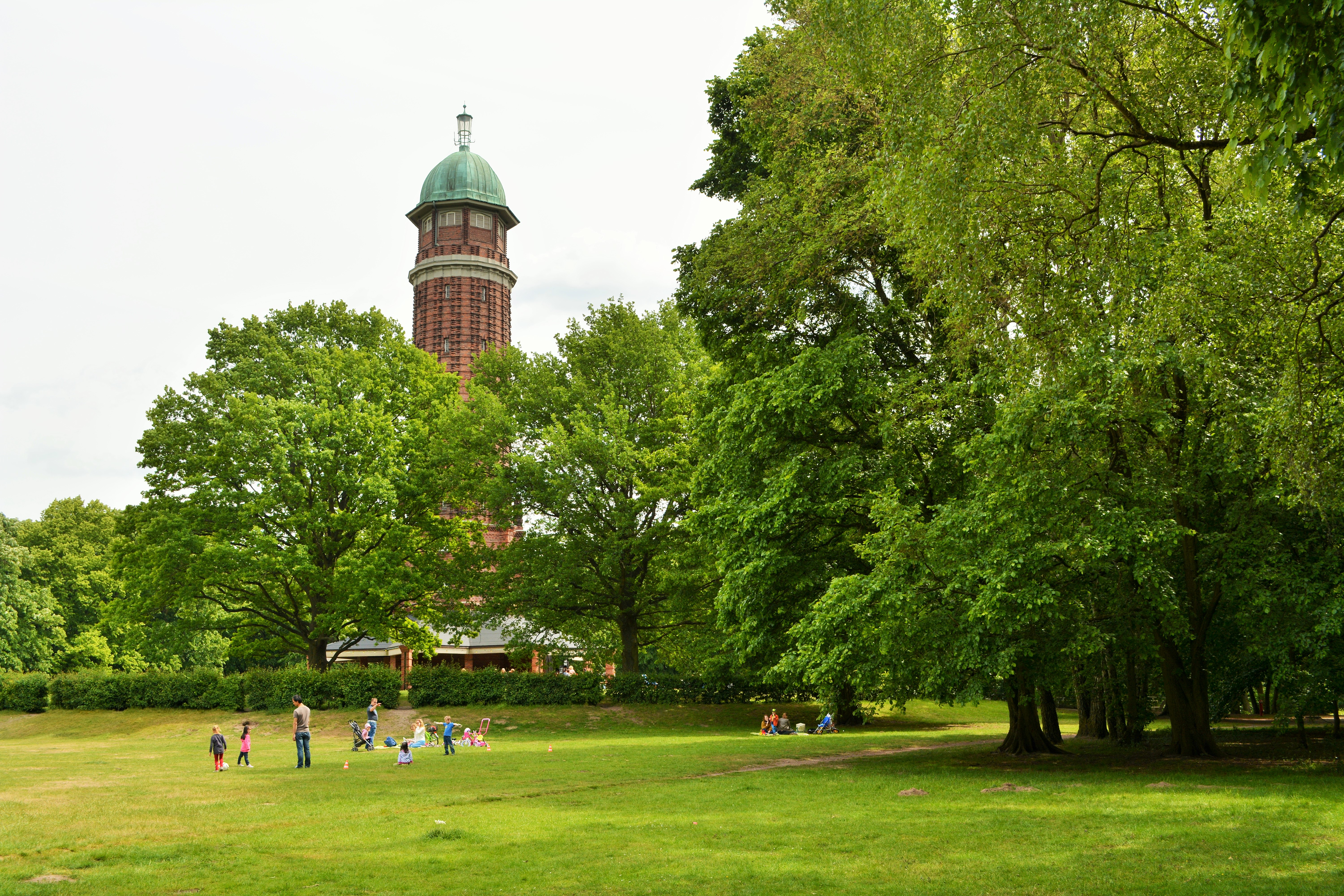
융페른하이데 공원

샤를로텐부르크동의 북부 지역은 2004년에 동으로 독립했다. 나머지 샤를로텐부르크 지역과는 다르게 대규모 주거 지구로 개발되었고, 베를린 북부의 산업 시설과도 연계되어 있다. 제2차 세계 대전 이후의 주택 부족으로 인하여 개발이 시작되었으며, 이 동의 융페른하이데 공원(Volkspark Jungfernheide)은 큰 면적을 차지하고 있다.

#### 베스트엔트
1860년대에 대도시 샤를로텐부르크의 농촌 지역으로 개발되었으며, 이후에는 주거지와 상업지가 혼합된 서베를린의 일반적인 도시 구조로 개발되었다. 1936년 하계 올림픽을 준비하기 위하여 나치 집권기에 대형 경기장을 설립하였다. 1957년 국제 건축 박람회(Internationale Bauausstellung) Interbau 1957의 출품작으로 르 코르뷔지에의 코르뷔지에하우스(Corbusierhaus)가 건축되었다.

#### 빌머스도르프

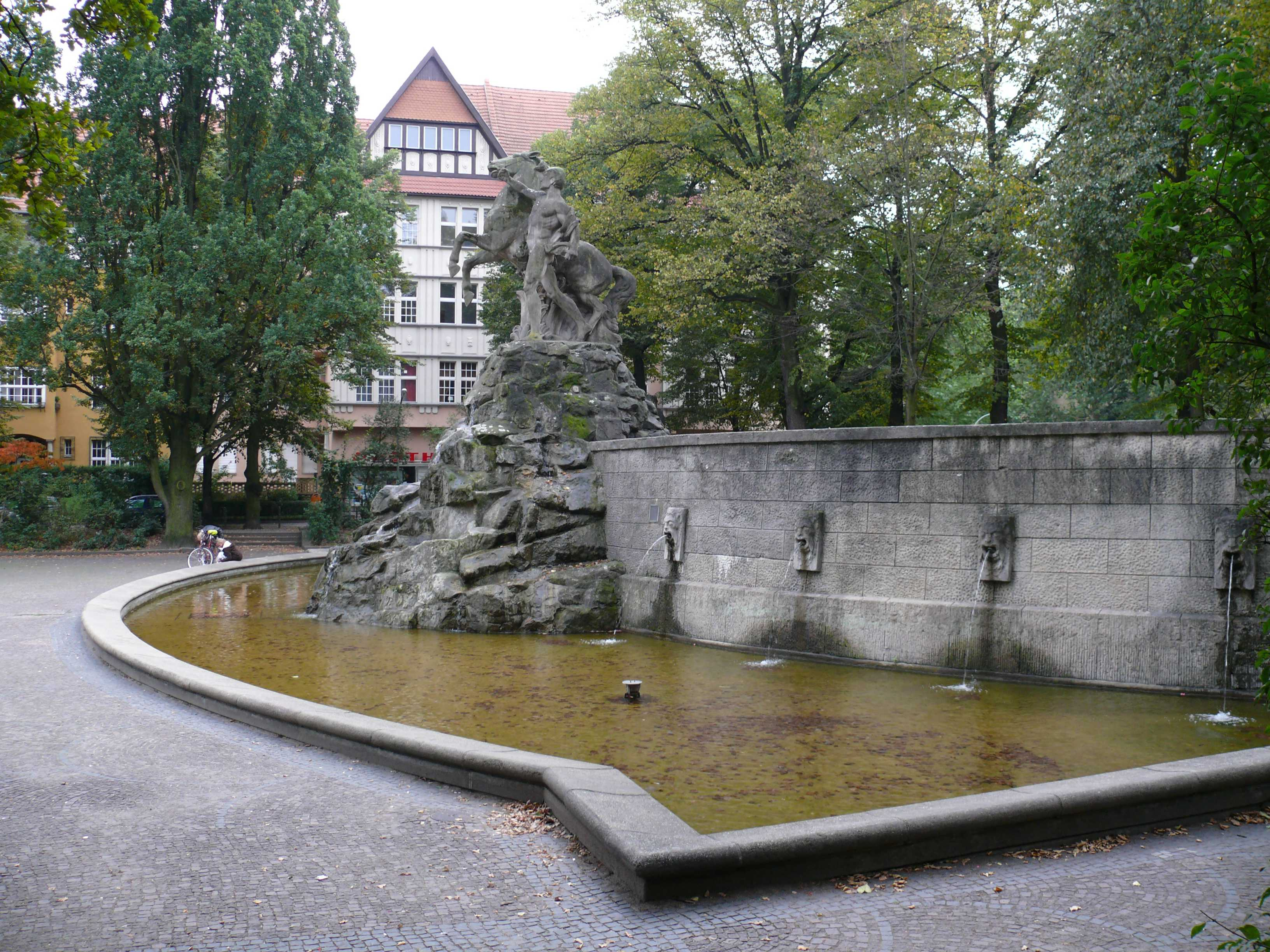
뤼데스하임 광장

빌머스도르프동은 과거 빌머스도르프구의 중심지를 기반으로 한다. 동의 중심지는 도시 계획자 요한 안톤 빌헬름 폰 카르스텐(Johann Anton Wilhelm von Carstenn)이 설계한 형태를 따르며, 중심지에 분데스알레(Bundesallee) 대로를 끼고 파자넨 광장(Fasanenplatz), 뉘른베르크 광장(Nürnberger Platz), 프라크 광장(Prager Platz), 니콜스부르크 광장(Nikolsburger Platz)을 네 꼭짓점으로 하는 사각형이다. 분데스알레 대로의 동쪽은 제2차 세계 대전으로 파괴되었으며, 이후 재개발되어 과거 도시 구조와는 달라졌다. 1960년대와 1970년대에 자동차 친화적 도시 구조로 개발되면서 카르스텐 도형의 구조 일부가 사라졌다. 분데스알레 서쪽의 파자넨 광장과 니콜스부르크 광장은 개발 당시 형태를 보존하고 있다.
지리적인 중심지는 빌머스도르프 공원(Volkspark Wilmersdorf)의 북쪽에 있는 빌헬름스아우에(Wilhelmsaue)이며, 신고딕 양식 교회와 빌머스도르프에서 가장 오래된 건축물인 쇨러 성(Schoeler-Schlösschen)가 위치해 있다. 빌머스도르프 공원은 1915년에 빌머스도르프 호의 물을 뺀 자리에 형성되었다.
빌머스도르프동의 남쪽 지역은 라인가우피어텔(Rheingauviertel) 및 퀸스틀러콜로니(Künstlerkolonie)이다. 라인가우피어텔 지역은 제1차 세계 대전 직전에 영국식 농촌 형태로 개발을 진행하였다. 퀸스틀러콜로니 지역은 1920년대에 베를린의 문화 예술가에 의해서 개발되었으며 과거의 모습을 유지하고 있다.

#### 할렌제
그루네발트 숲에 있는 할렌제(Halensee)에서 이름을 따 왔다. 단독 및 다세대 주택으로 구성된 주거 지구로 개발되었으며, 1920년대에는 10월 혁명을 피해서 이주한 러시아인이 정착했다. 제2차 세계 대전으로 인한 파괴를 복구하면서 다르게 개발되었다. 폭격으로 파괴된 지역에는 공공 주택이 들어섰고 이후에는 사무실과 고속도로가 건설되었다. 그루네발트 및 슈마르겐도르프동과는 도로 및 철도를 통해서 분리되어 있으며, 쿠르퓌르스텐담이 동을 남북으로 분단한다.

#### 슈마르겐도르프

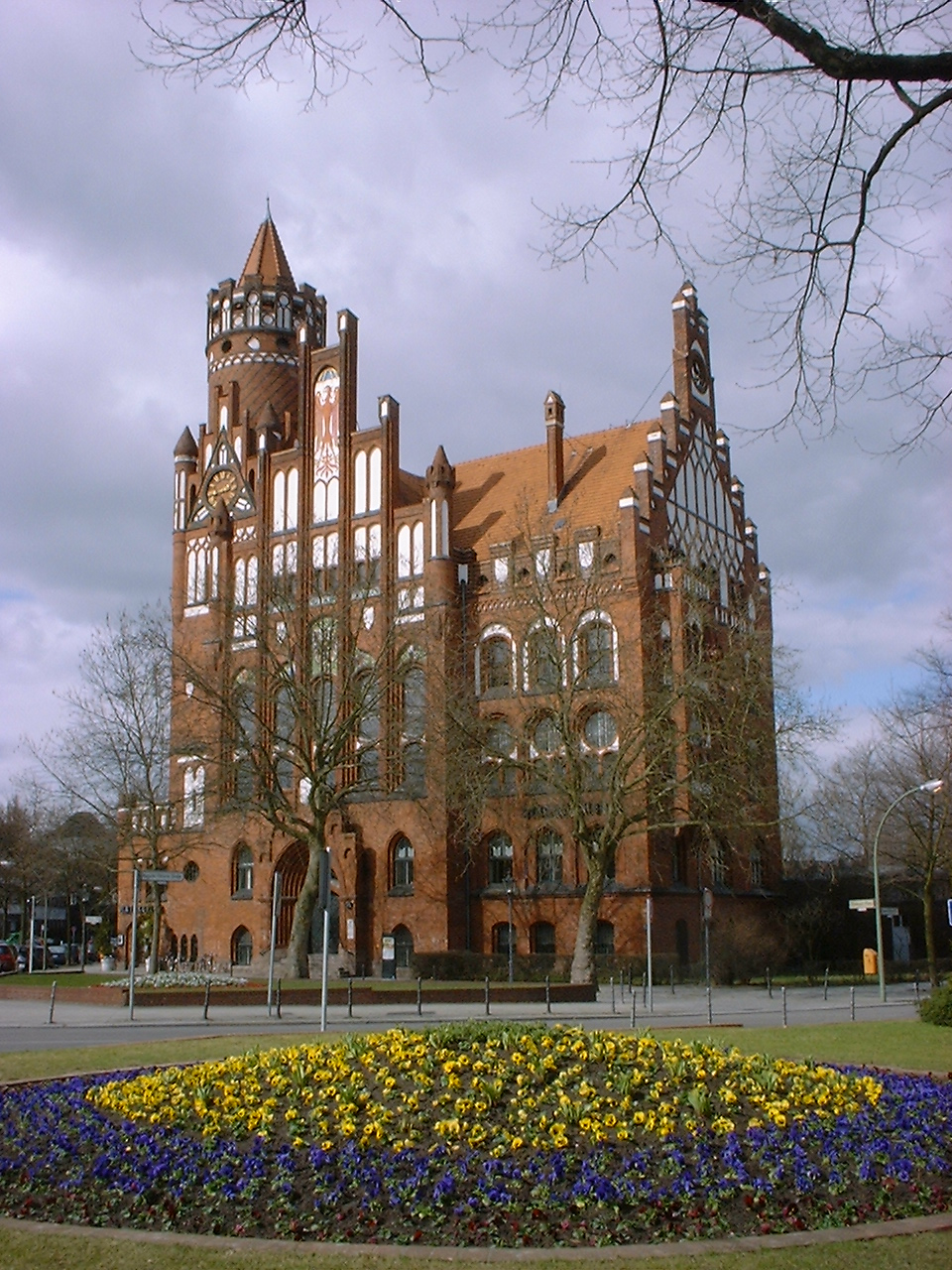
슈마르겐도르프 구청

AVUS와 그루네발트 사이에 위치해 있으며, 과거의 소도시 모습을 유지하고 있다. 과거의 슈마르겐도르프 구청은 행정구역 개편에 따라서 호적사무소(Standesamt)로 개편되었고 베를린에 거주했던 유명 인사의 결혼식 장소로 알려져 있다.

#### 그루네발트
면적의 대부분을 차지하는 그루네발트 숲을 포함하고 있다. 1880년대에 설립된 이후 베를린의 부촌으로 기능하고 있다. 그루네발트 지역은 교외지의 단독 주택으로 개발되어 있다. 멘델스존 궁(Palais Mendelssohn)은 1960년대에 개축되어 현재는 다른 목적으로 사용되고 있다. 대사관 및 대한민국을 포함한 여러 국가의 대사관저가 위치해 있다. 그루네발트역은 1941년부터 베를린 유대인들을 중부유럽의 절멸 수용소 및 강제 수용소로 실어 나르는 중심지로 기능했으며, 1988년 이 역에 세워진 17번 승강장 기념물(Mahnmal Gleis 17)이 기념하고 있다.

## 인구
샤를로텐부르크빌머스도르프구는 도시화가 이뤄진 지역이다. 2019년 12월 31일 기준 인구는 343,592명, 전체 면적은 64.7제곱킬로미터이다. 인구 민도는 제곱킬로미터당 5,309명이다.
2016년 12월 31일 기준 외국인 비율은 24.4%이며, 외국계 독일인을 포함한 인구는 40.4%이다. 2019년 11월 기준 실업률은 7.3%이며 1990년 이후 최저치를 기록하고 있다. 2016년 12월 31일 기준 평균 연령은 45.5세이다.
| 연도 | 인구    |
| ---- | ------- |
| 2001 | 310,760 |
| 2002 | 309,487 |
| 2003 | 308,855 |
| 2004 | 308,541 |
| 2005 | 308,902 |
| 2006 | 309,421 |
| 2007 | 310,064 |

| 연도 | 인구    |
| ---- | ------- |
| 2008 | 310,763 |
| 2009 | 312,256 |
| 2010 | 312,240 |
| 2011 | 314,911 |
| 2012 | 319,289 |
| 2013 | 322,870 |
| 2014 | 326,354 |

| 연도 | 인구    |
| ---- | ------- |
| 2015 | 330,468 |
| 2016 | 336,249 |
| 2017 | 338,831 |
| 2018 | 341,327 |
| 2019 | 343,592 |

2001년 이후 인구 구성은 베를린 브란덴부르크 통계청의 인구 자료를 사용한다.
| 외국계 독일인을 포함한 인구 구성(2017년)           | 외국계 독일인을 포함한 인구 구성(2017년) |
| -------------------------------------------------- | ---------------------------------------- |
| 독일계 독일인                                      | 59.6%(201,815)                           |
| 외국계 독일인                                      | 16.0%(54,286)                            |
| 외국인                                             | 24.4%(82,730)                            |
| EU 출신 외국인(폴란드, 이탈리아, 프랑스 등)        | 14.2%(48,007)                            |
| 중동 출신 외국인(터키, 이란, 시리아 등)            | 10.3%(34,949)                            |
| 구소련 출신 외국인(러시아, 우크라이나 등)          | 5.2%(17,557)                             |
| 구유고 출신 외국인(세르비아, 크로아티아, 보스니아) | 2.6%(8,930)                              |
| 미국 출신 외국인                                   | 1.3%(4,480)                              |

## 경제

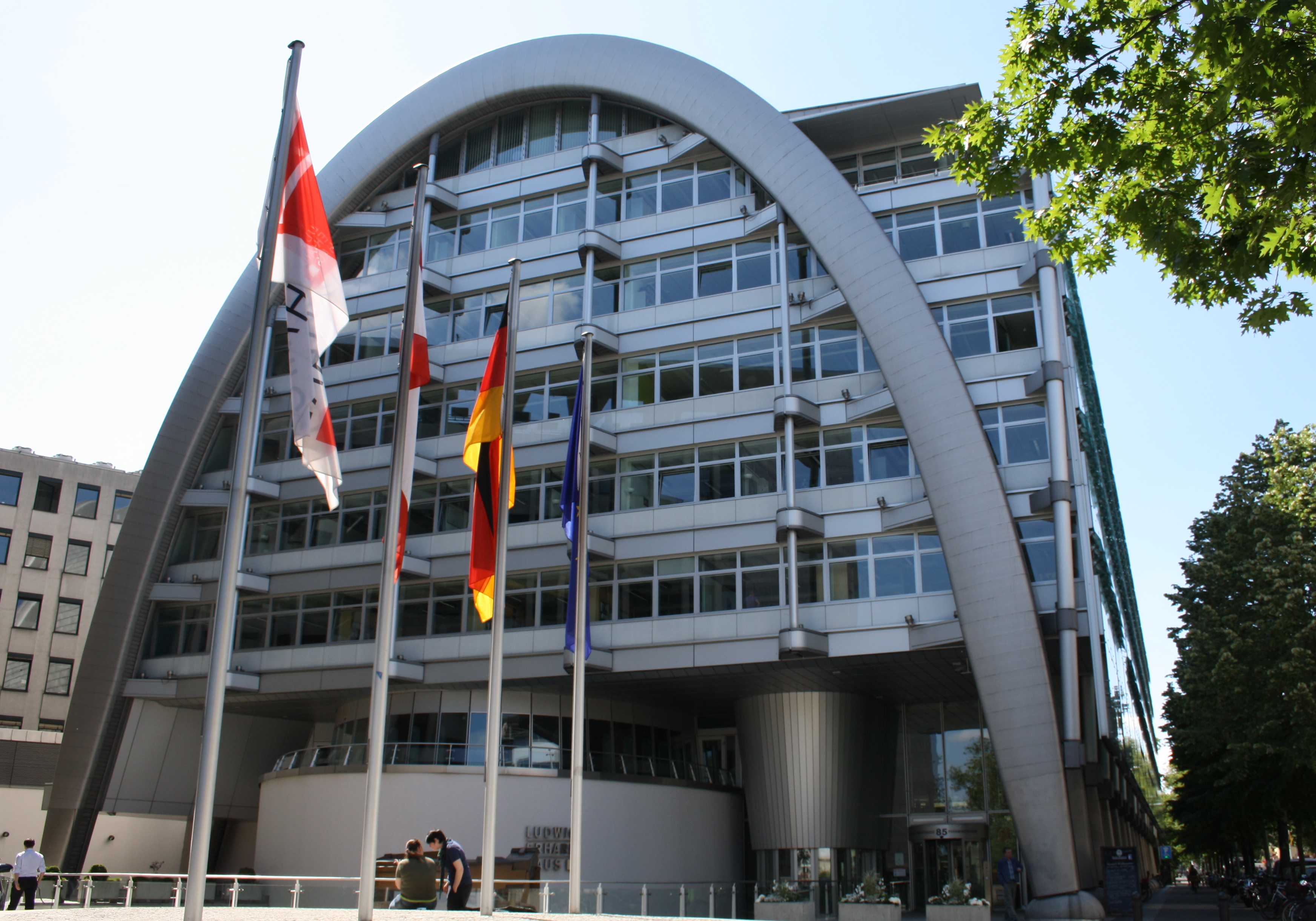
베를린 상공회의소, Ludwig-Erhard-Haus

### 공공기관 및 협회
- 베를린 증권거래소(Börse Berlin)
- 베를린 상공회의소(IHK Berlin)
- 베를린-브란덴부르크 방송
- 독일 연금관리청 연방(Deutsche Rentenversicherung Bund)
- 연합 연방협의회(Gemeinsamer Bundesausschuss), 연방보험의사협회(Kassenärztliche Bundesvereinigung), 연방 의사회(Bundesärztekammer)
- 독일 연방물리기술청(Physikalisch-Technische Bundesanstalt)

### 소매
- 쿠르퓌르스텐담: 독일의 유명한 쇼핑 거리이자 구의 경제적 중심지
- 빌머스도르프가(Wilmersdorfer Straße): 베를린의 최초 보행자 전용 구역

### 기업

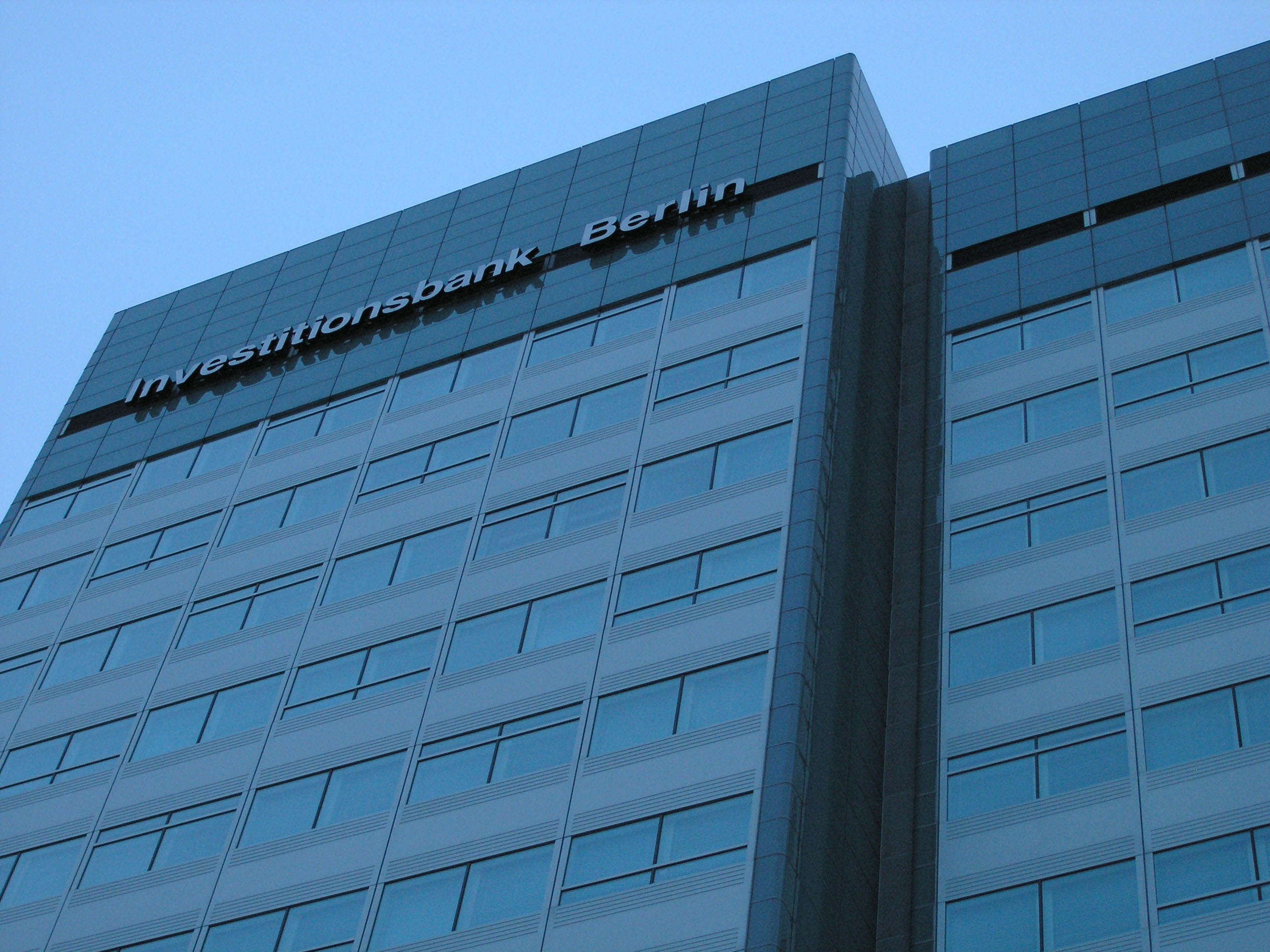
베를린 투자 은행(Investitionsbank Berlin)

샤를로텐부르크빌머스도르프구에는 약 28,000개의 기업이 등록되어 있으며 베를린에서 두 번째로 많다.
- Alba Group: 쓰레기 처리 및 재활용
- Deutsche Wohnen: 부동산
- Zeitfracht: 운송업
- Cornelsen Verlag: 교과서 출판사
- Königliche Porzellan-Manufaktur Berlin: 도자기 제조사
- Strato
- Finleap, 핀테크[7]

### 박람회
메세 베를린에서는 국제 녹색 주간(Internationale Grüne Woche), 베를린 국제가전박람회, 이노트랜스 등 각종 박람회가 열린다.

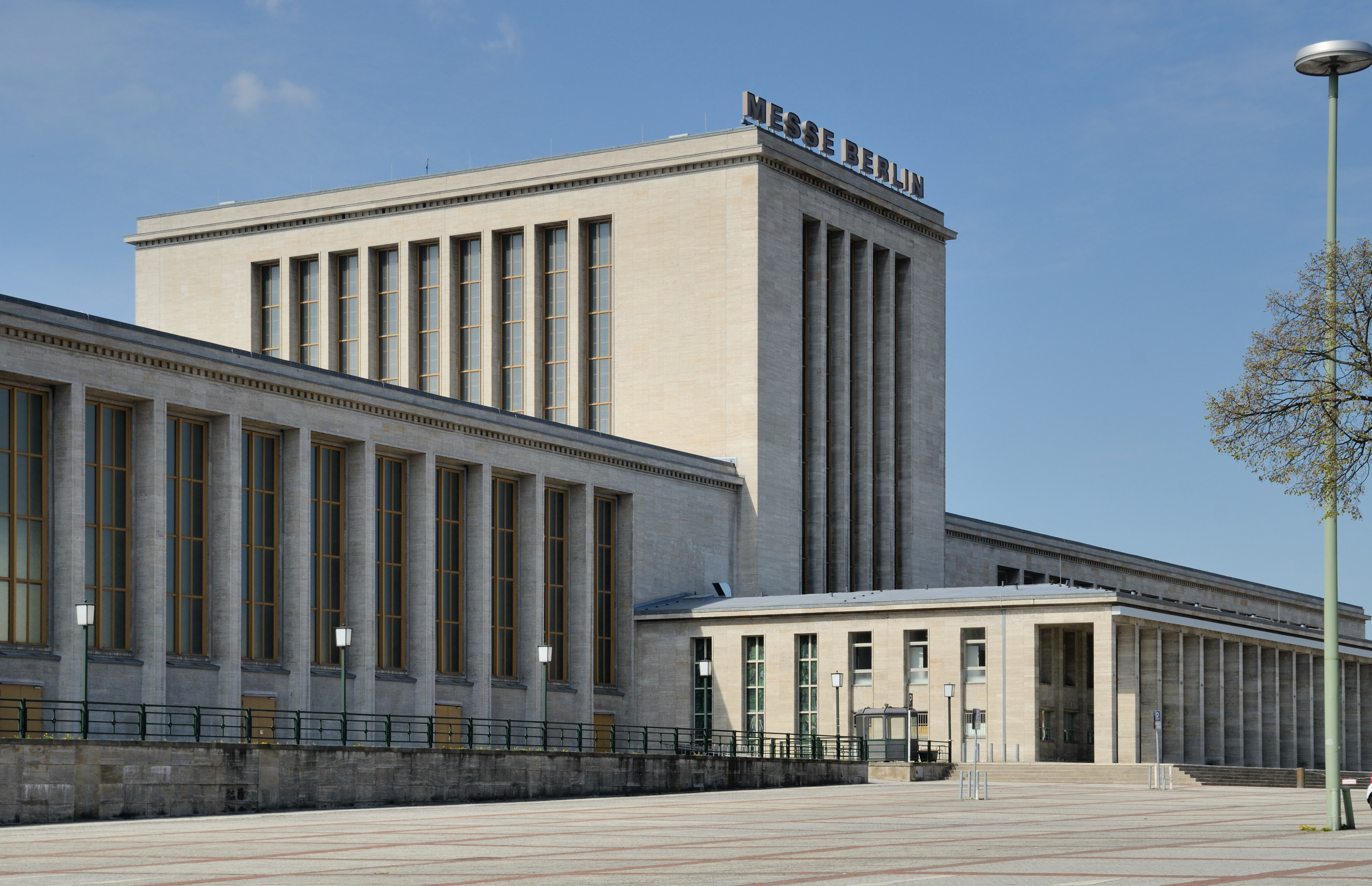
메세 베를린 주 출입구
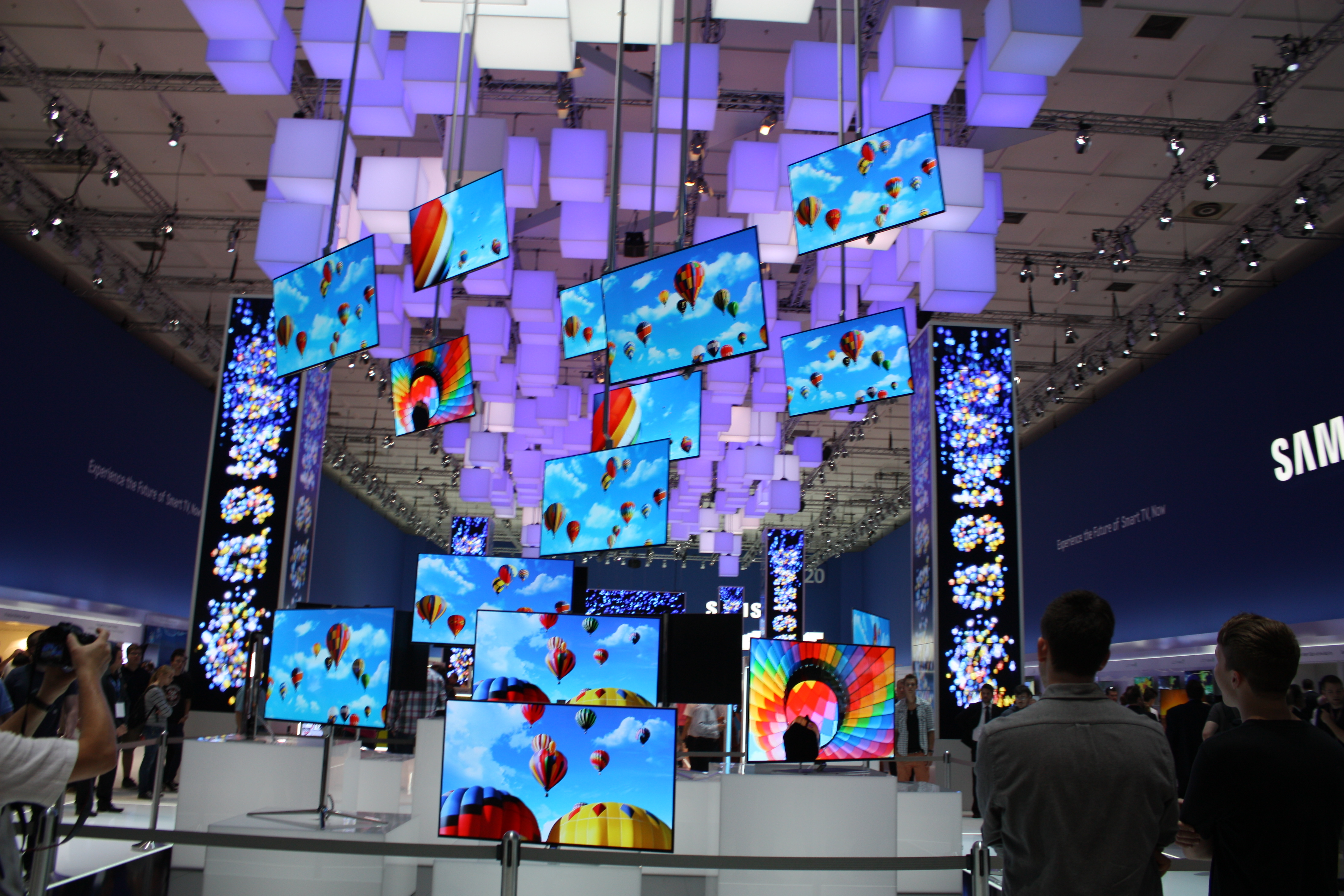
IFA, 2012년
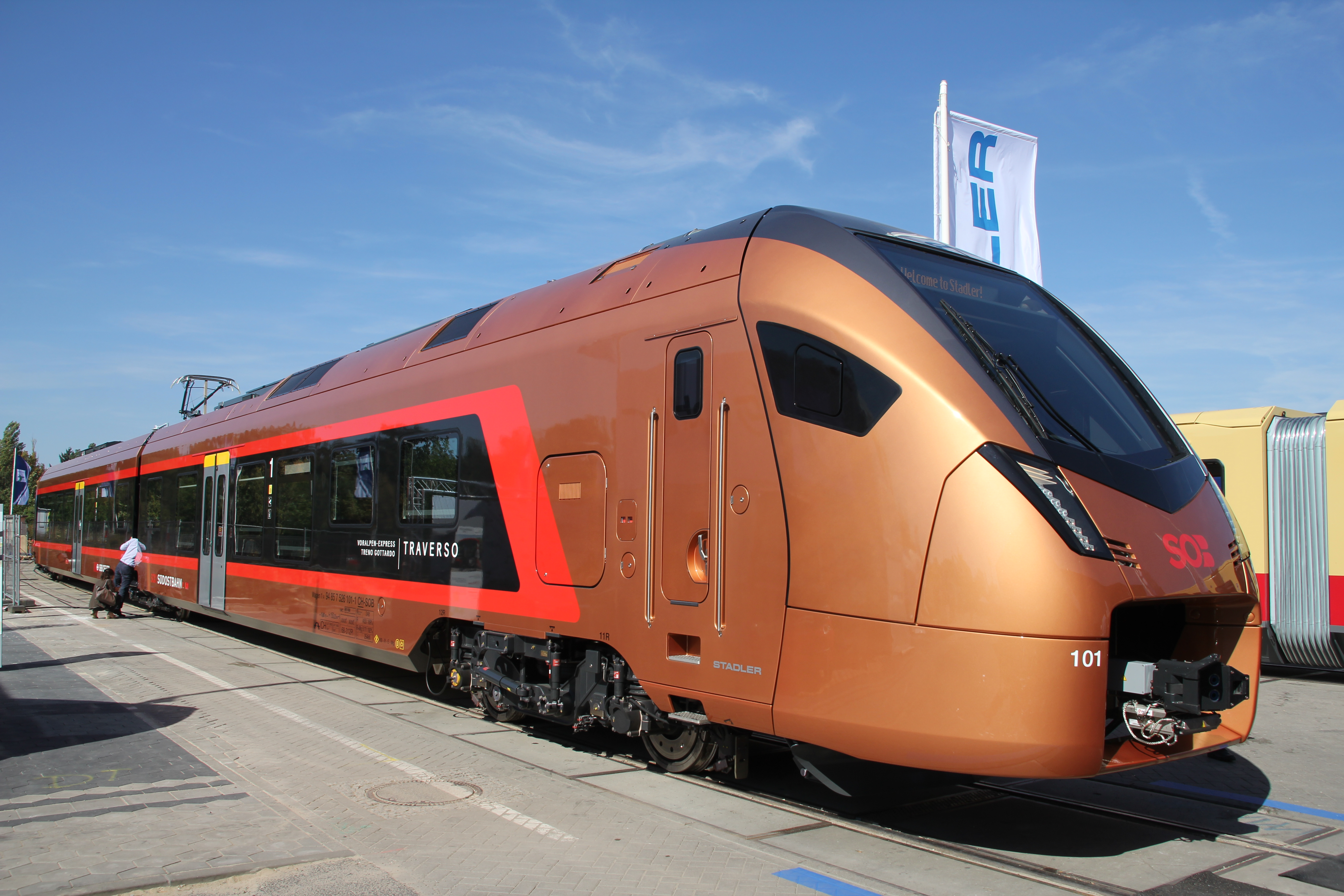
이노트랜스, 2018년
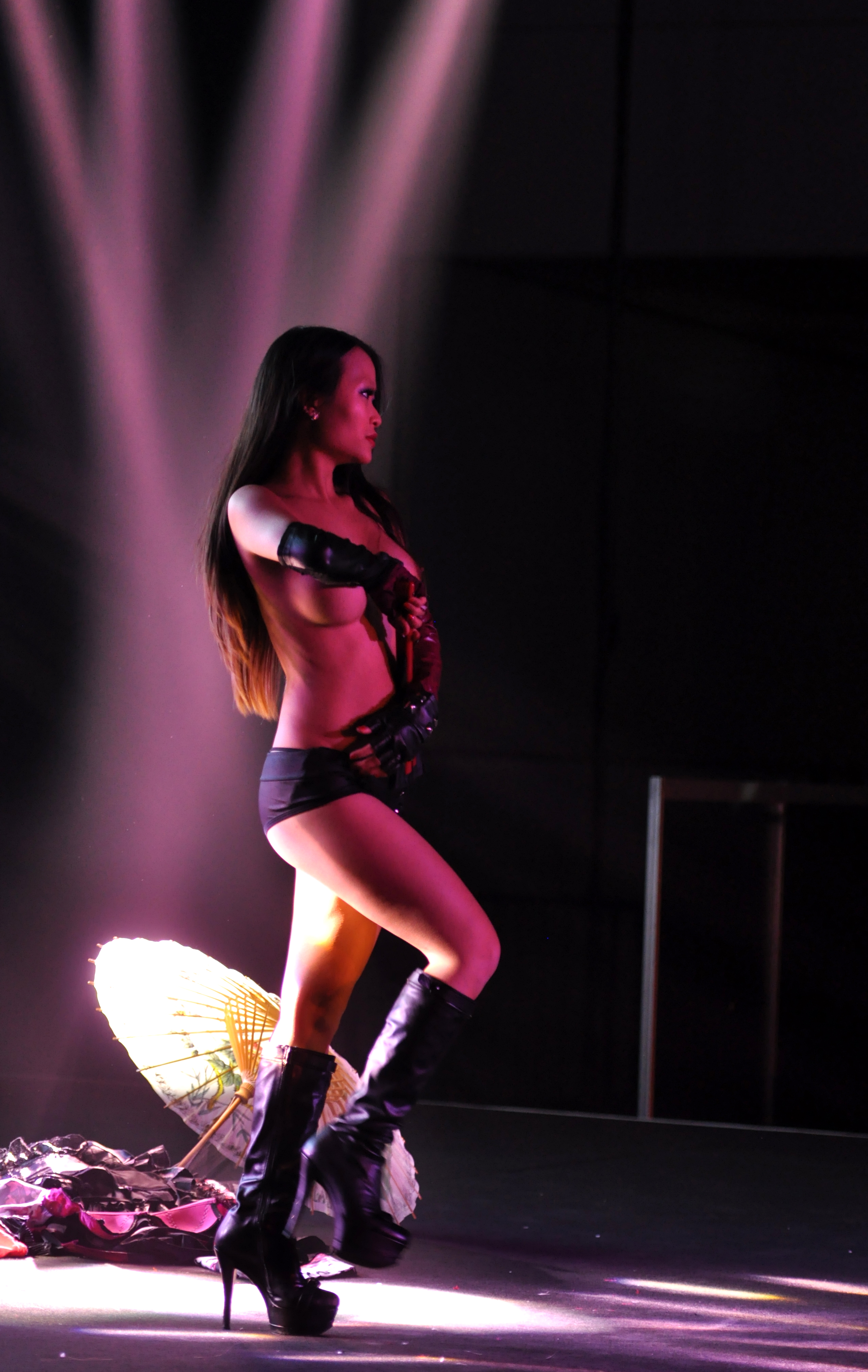
비너스 베를린, 2014년
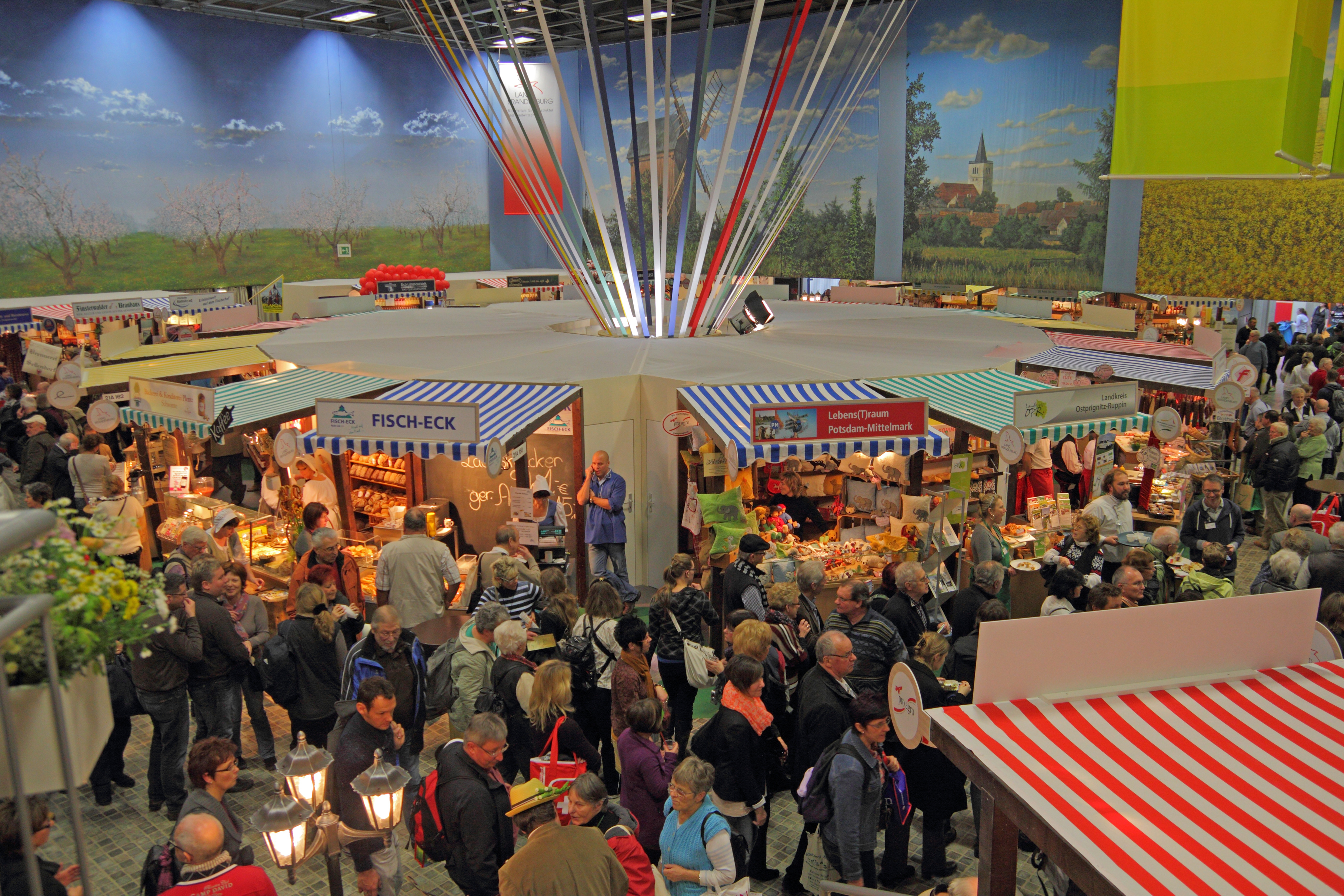
녹색 주간, 2013년
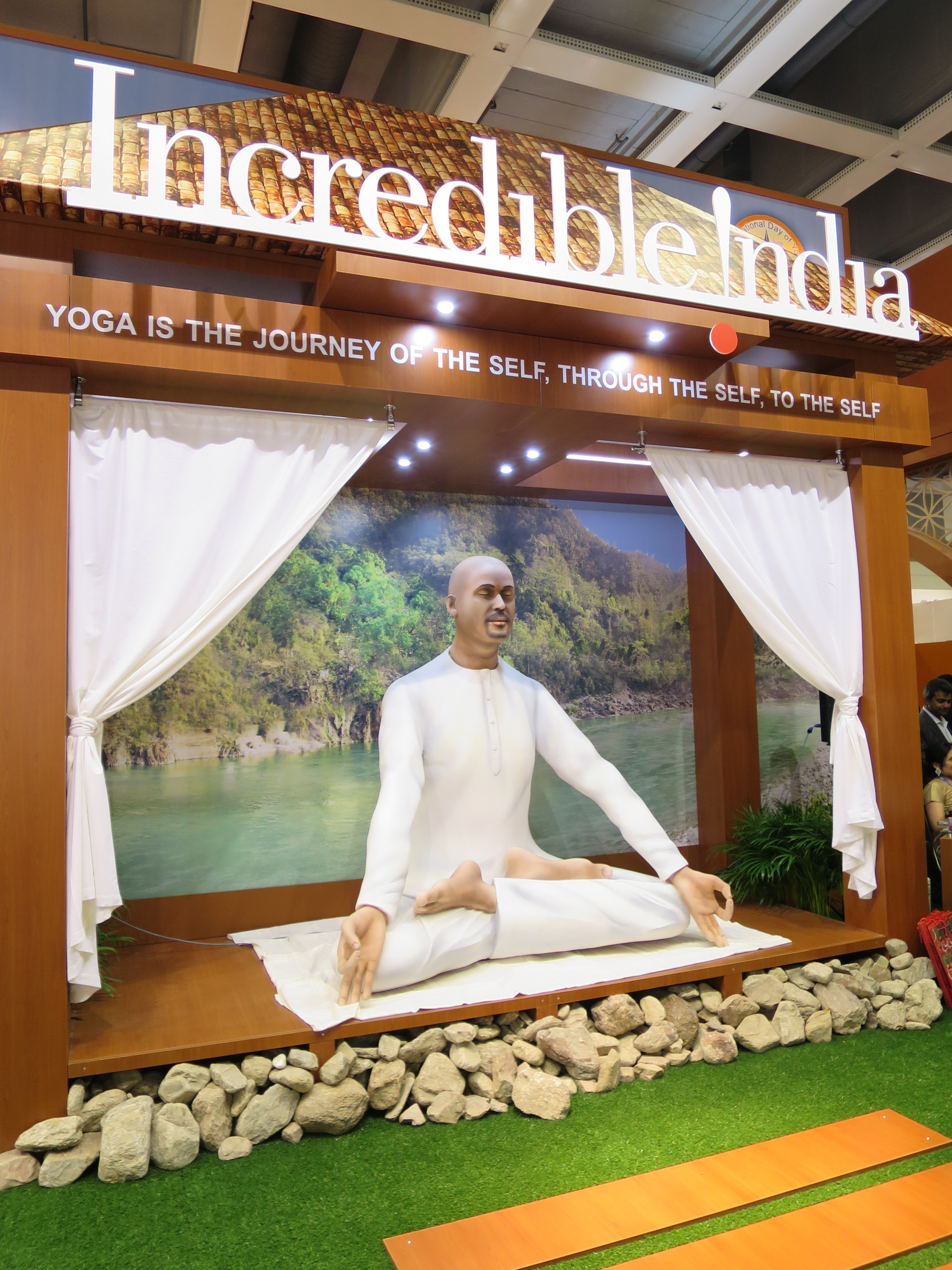
ITB, 2016년

## 교통

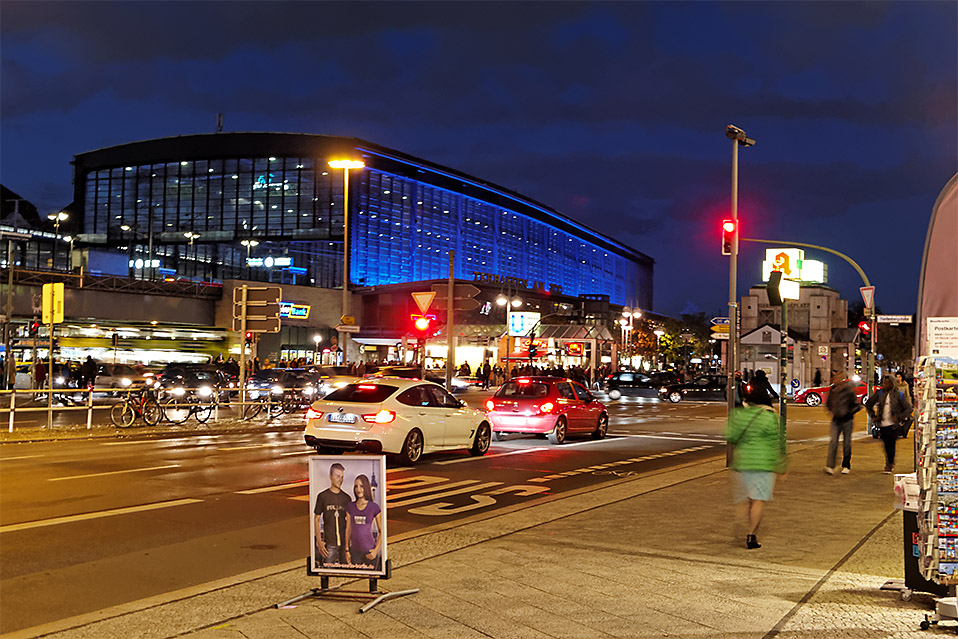
베를린 동물원역

### 도로
아우토반 100호선, 111호선, 115호선 및 연방국도 2호선, 5호선이 구를 통과한다.

### 자전거 도로
슈프레 자전거 도로(Spreeradweg) 및 유럽 자전거 도로 R1이 구를 통과한다.

### 철도
베를린 S반 S3, S5, S7, S9, S41, S42, S45, S46 및 U반 U1, U2, U3, U7, U9 노선이 구를 통과한다.

## 정치

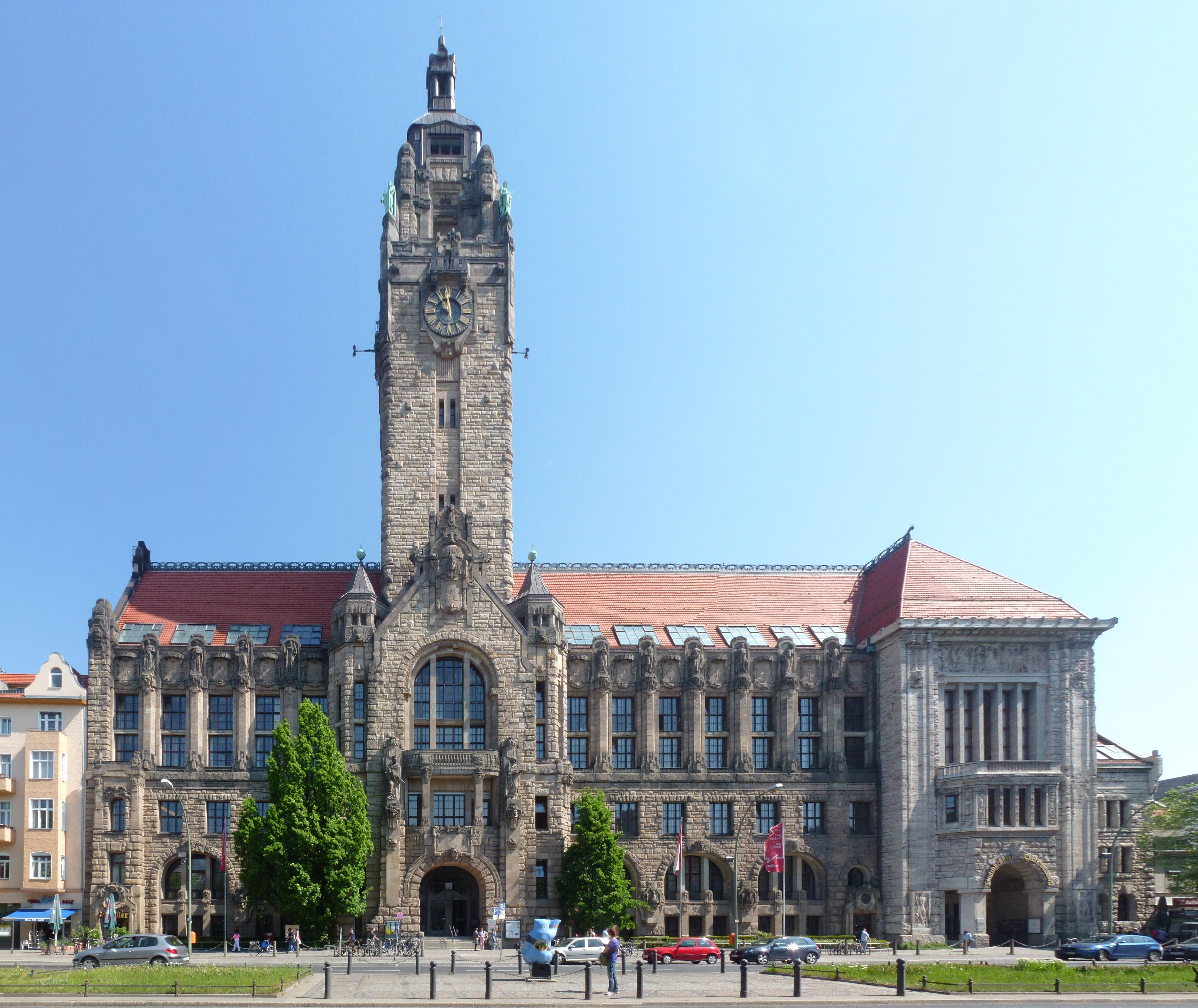
샤를로텐부르크 구청. 통합 이후 샤를로텐부르크빌머스도르프구 청사로 사용하고 있다.

### 구청장
- 현재 행정 구역에서의 구청장만 기술한다.

| 임기          | 이름                                           | 정당 |
| ------------- | ---------------------------------------------- | ---- |
| 2000년–2001년 | 안드레아스 슈타츠코프스키(Andreas Statzkowski) | CDU  |
| 2001년–2011년 | 모니카 티멘(Monika Thiemen)                    | SPD  |
| 2011년 이후   | 라인하르트 나우만(Reinhard Naumann)            | SPD  |

### 구의회 구성
2016년 9월 18일 선거 결과로 선출된 구의회 구성은 다음과 같다.
| 정당  | 의석 수 |
| ----- | ------- |
| SPD   | 15      |
| CDU   | 13      |
| Grüne | 12      |
| FDP   | 06      |
| AfD   | 05      |
| Linke | 04      |
| 합계  | 55      |

### 자매결연 도시
다음 도시와 자매결연을 맺었다.
- 독일 만하임, 1962년 5월 28일(샤를로텐부르크)
- 이탈리아 트렌토, 1966년 5월 11일(샤를로텐부르크)
- 이스라엘 오르예후다, 1966년(샤를로텐부르크)
- 네덜란드 아펠도른, 1968년 1월 5일(빌머스도르프)
- 덴마크 글라드삭세 시, 1968년 1월 5일(빌머스도르프)
- 독일 민덴, 1968년 1월 5일(빌머스도르프)
- 영국 런던 루이셤구, 1968년 3월 19일(샤를로텐부르크)
- 영국 런던 서턴구, 1968년 4월 18일(빌머스도르프)
- 크로아티아 스플리트, 1970년 5월 5일(빌머스도르프)
- 독일 포르히하임군, 1972년 8월 23일(빌머스도르프)
- 독일 바트이부르크, 1980년 11월 10일(샤를로텐부르크)
- 이스라엘 카르미엘(Karmi’el), 1985년 1월 16일(빌머스도르프)
- 독일 발트에크프랑켄베르크군, 1988년 11월 26일(샤를로텐부르크)
- 우크라이나 키예프 페체르스크구, 1991년 2월 21일(빌머스도르프)
- 독일 마르부르크비덴코프군, 1991년 4월 18일(샤를로텐부르크)
- 독일 라인가우타우누스군, 1991년 6월 20일(빌머스도르프)
- 독일 쿨름바흐군, 1991년 8월 23일(빌머스도르프)
- 프랑스 가니, 1992년(빌머스도르프)
- 폴란드 미엥지제치(Międzyrzecz), 1993년 6월 11일(빌머스도르프)
- 오스트리아 린츠, 1998년 6월 9일(샤를로텐부르크)
- 헝가리 부다페스트 제5구, 1998년 6월 9일(샤를로텐부르크)

## 교육

### 대학교
- 베를린 공과대학교
- 베를린 예술대학교
- bbw 전문대학교
- ESCP 유럽

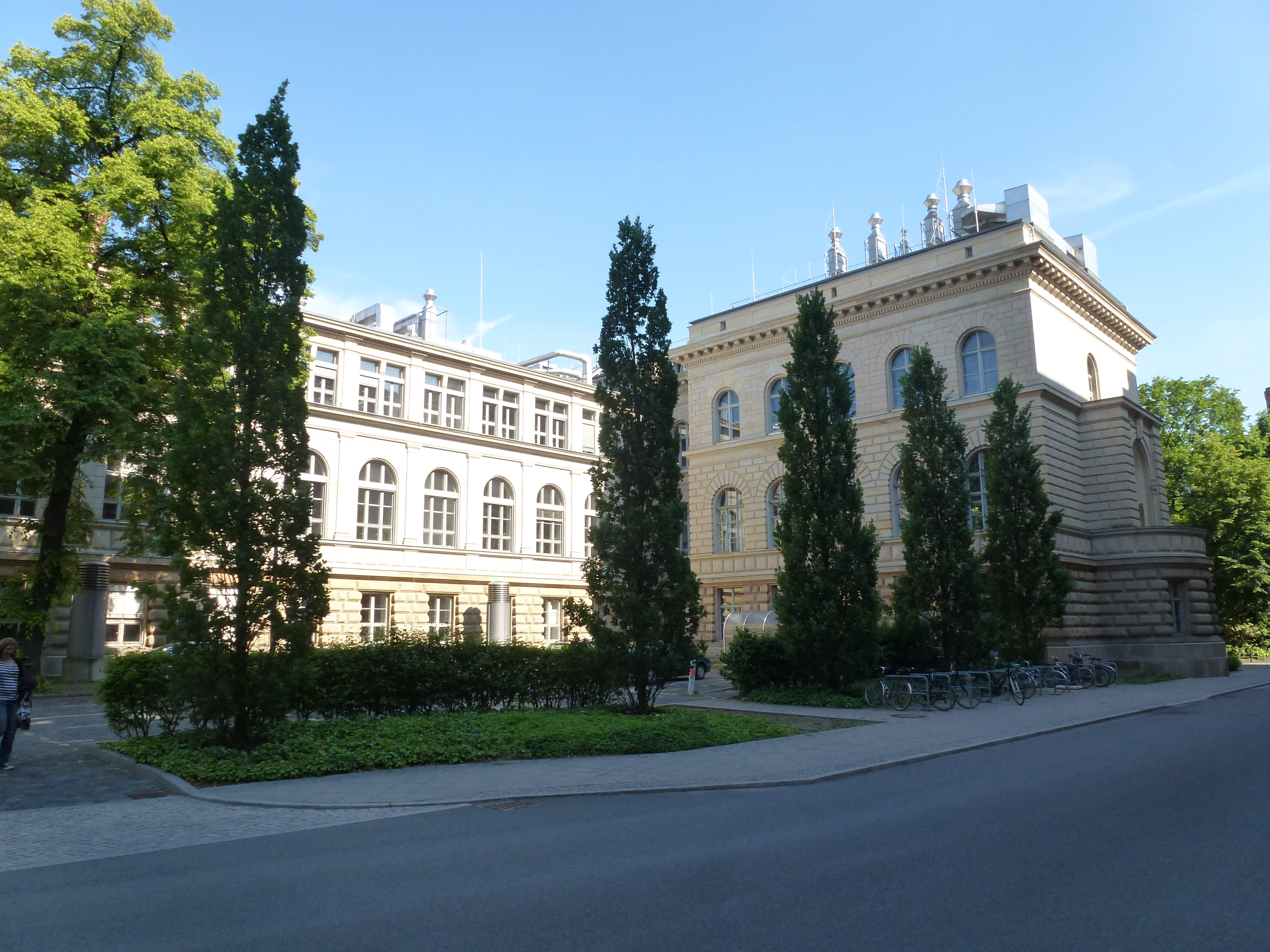
베를린 공과대학교 화학과

- German open Business School
- SRH 전문대학교 베를린
- 토우로 컬리지 베를린(Touro College Berlin)
- Berlin School Of Creative Leadership

## 문화
- 유럽 영화 아카데미

### 박물관

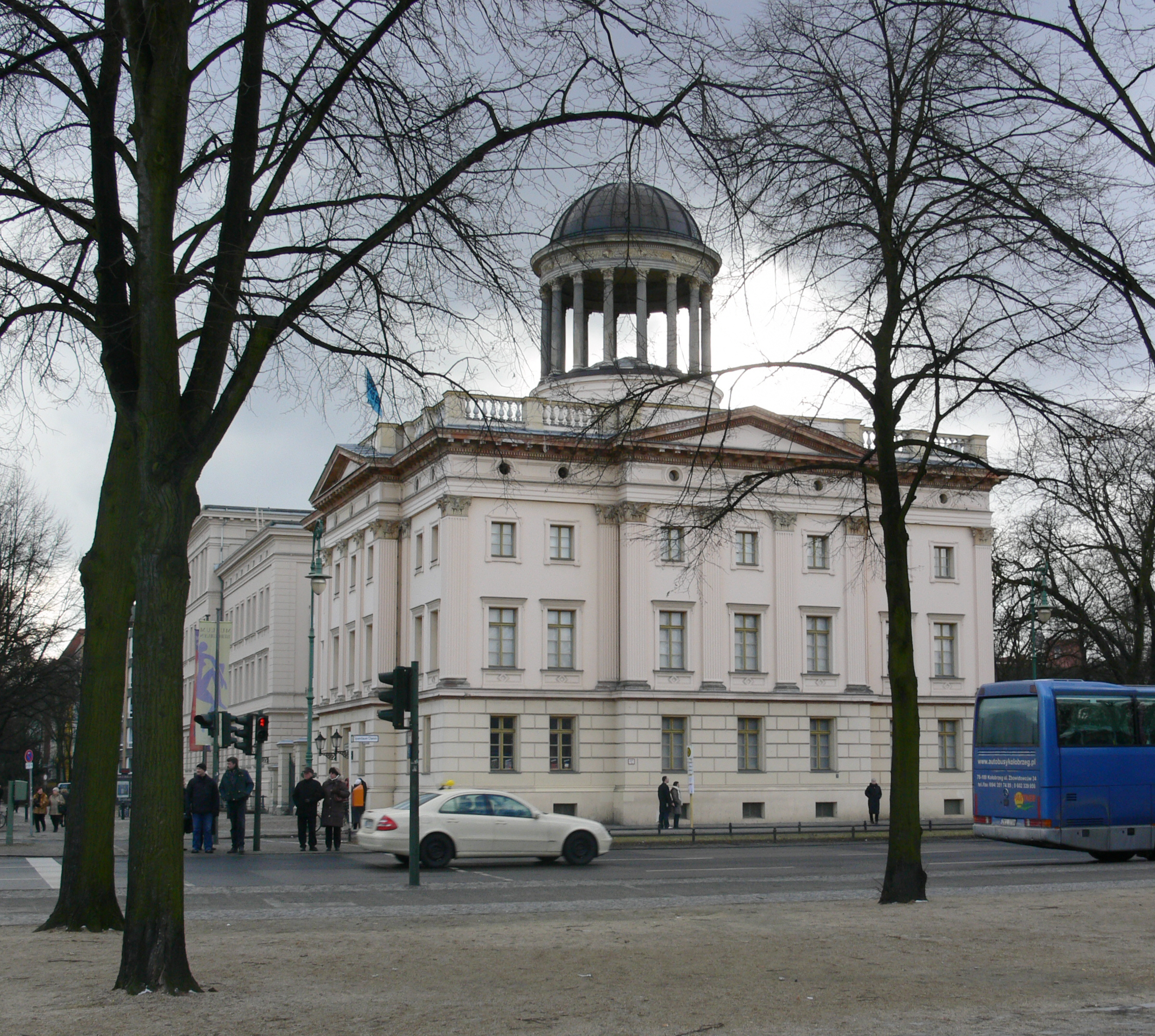
베르크그륀 박물관

- 브뢰한 박물관(Bröhan-Museum): 아르 누보, 아르 데코, 기능주의 박물관
- C/O 베를린, 사진 전시회
- 베를린 시립박물관:
  - 베르크그륀 박물관: 파블로 피카소, 알베르토 자코메티, 파울 클레, 앙리 마티스 작품 소장
  - 사진 박물관/헬무트 뉴턴 재단
  - 샤르프-게르스텐베르크 소장품(Sammlung Scharf-Gerstenberg)
  - 기프스포르메라이(Gipsformerei)